# Tronco (instrumento de tortura)

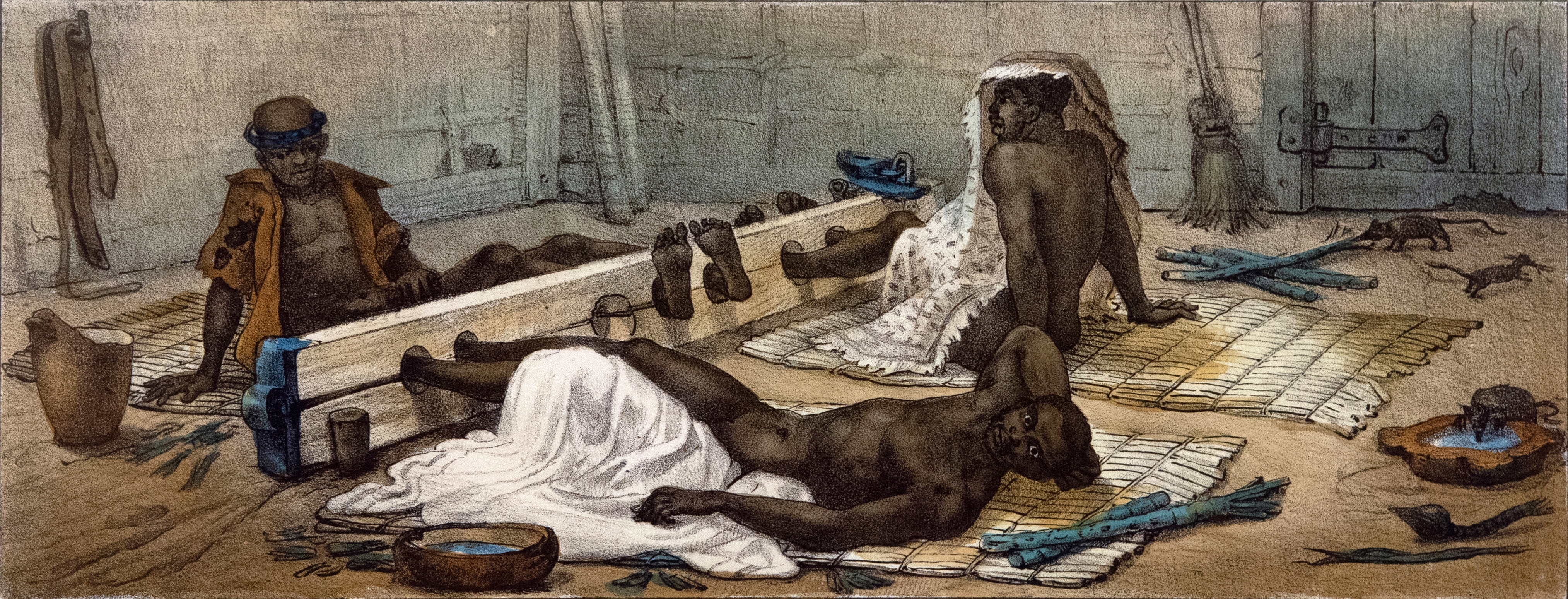
Escravos negros detidos no tronco, Brasil, ca. 1830

Tronco era um instrumento de tortura e humilhação, com função semelhante à do pelourinho. Em termos gerais, era constituído por uma estrutura de madeira com buracos e quase sempre correntes, onde os membros dos supliciados eram presos. Geralmente era colocado num local onde o castigo pudesse ser visto por outros, a título de exemplo. Foi usado na Europa e nos Estados Unidos até ao século XIX.
No Brasil, com o intuito de castigar os escravos, havia uma variante do tronco onde os indivíduos eram chicoteados, também como exemplo.
Qualquer ato de desobediência ou falha no cumprimento das tarefas era suficiente para que o escravo sofresse maus tratos, que iam desde xingamentos, bofetões e pontapés até a morte por açoite. Os escravos presos no tronco também estavam sujeitos a levar palmadas e surras com cordas e barras de ferro.